# Lijst van voetbalinterlands Irak - Libië
Deze lijst van voetbalinterlands is een overzicht van alle officiële voetbalwedstrijden tussen de nationale teams van Irak en Libië. De landen speelden tot op heden negen keer tegen elkaar. De eerste ontmoeting was een wedstrijd op 19 november 1964 tijdens de Arab Nations Cup 1964 in Koeweit. Het laatste duel, een halve finale tijdens de Pan Arabische Spelen 1999, werd gespeeld op 29 augustus 1999 in Amman (Jordanië).

## Wedstrijden
| № | Plaats       | Datum            | Competitie                | Wedstrijd    | Uitslag |
| - | ------------ | ---------------- | ------------------------- | ------------ | ------- |
| 1 | Koeweit      | 19 november 1964 | Arab Nations Cup 1964     | Irak − Libië | 1 − 1   |
| 2 | Bagdad       | 8 april 1966     | Arab Nations Cup 1966     | Irak − Libië | 3 − 1   |
| 3 | Tripoli      | 12 maart 1967    | Vriendschappelijk         | Libië − Irak | 0 − 1   |
| 4 | Bagdad       | 5 januari 1972   | Palestina Cup 1972        | Irak − Libië | 3 − 0   |
| 5 | Benghazi     | 18 augustus 1973 | Palestina Cup 1973        | Libië − Irak | 0 − 0   |
| 6 | Bagdad       | 9 januari 1975   | Vriendschappelijk         | Irak − Libië | 3 − 1   |
| 7 | Kuala Lumpur | 21 juli 1977     | Vriendschappelijk         | Libië − Irak | 0 − 0   |
| 8 | Amman        | 21 augustus 1999 | Pan Arabische Spelen 1999 | Irak − Libië | 0 − 2   |
| 9 | Amman        | 29 augustus 1999 | Pan Arabische Spelen 1999 | Irak − Libië | 3 − 1   |

## Samenvatting
| Competitie                     | Totaal gespeeld | Winst Irak | Gelijk | Winst Libië | Doelsaldo Irak – Libië |
| ------------------------------ | --------------- | ---------- | ------ | ----------- | ---------------------- |
| Arab Nations Cup/Palestina Cup | 5               | 4          | 1      | 0           | 11 − 3                 |
| Pan Arabische Spelen           | 2               | 1          | 0      | 1           | 3 − 3                  |
| Totaal                         | 7               | 5          | 1      | 1           | 14 − 6                 |

IFA · A-internationals · Statistieken · Iraaks vrouwenelftal · Irak U21 · Irak U20 · Irak U19 · Irak U18 · Irak U17
1950 – 1969 ·
1970 – 1979 ·
1980 – 1989 ·
1990 – 1999 ·
2000 – 2009 ·
2010 – 2019 ·
2020 − 2029
Afghanistan ·
Algerije ·
Argentinië ·
Australië ·
Azerbeidzjan ·
Bahrein ·
België ·
Bolivia ·
Botswana ·
Brazilië ·
Cambodja ·
Chili ·
China ·
Colombia ·
Congo-Kinshasa ·
Cyprus ·
DDR ·
Ecuador ·
Egypte ·
Estland ·
Filipijnen ·
Finland ·
Ghana ·
Guinee ·
Hongkong ·
India ·
Indonesië ·
Iran ·
Japan ·
Jemen ·
Jordanië ·
Kazachstan ·
Kenia ·
Kirgizië ·
Koeweit ·
Libanon ·
Liberia ·
Libië ·
Macau ·
Maleisië ·
Marokko ·
Mauritanië ·
Mexico ·
Myanmar ·
Nepal ·
Nieuw-Zeeland ·
Noord-Korea ·
Oeganda ·
Oezbekistan ·
Oman ·
Pakistan ·
Palestina ·
Paraguay ·
Peru ·
Polen ·
Qatar ·
Roemenië ·
Rusland ·
Saoedi-Arabië · 
Sierra Leone · 
Singapore ·
Soedan ·
Spanje · 
Sri Lanka ·
Syrië · 
Tadzjikistan · 
Taiwan · 
Thailand · 
Trinidad en Tobago ·
Tunesië ·
Turkije ·
Turkmenistan ·
Uruguay ·
Verenigde Arabische Emiraten ·
Vietnam ·
Zambia ·
Zuid-Afrika ·
Zuid-Jemen ·
Zuid-Korea
LFF · A-internationals · Bondscoaches · Libisch vrouwenelftal · Olympisch elftal
1960 – 1969 · 
1970 – 1979 · 
1980 – 1989 · 
1990 – 1999 · 
2000 – 2009 · 
2010 – 2019 ·
2020 − 2029
1964 · 
1965 · 
1966 · 
1967 · 
1968 · 
1969 · 
1970 · 
1971 · 
1972 · 
1973 · 
1974 · 
1975 · 
1976 · 
1977 · 
1978 · 
1979 · 
1980 · 
1981 · 
1982 · 
1983 · 
1984 · 
1985 · 
1986 · 
1987 · 
1988 · 
1989 · 
1990 · 
1991 · 
1992 · 
1993 · 
1994 · 
1995 · 
1996 · 
1997 · 
1998 · 
1999 · 
2000 · 
2001 · 
2002 · 
2003 · 
2004 · 
2005 · 
2006 · 
2007 · 
2008 · 
2009 · 
2010 · 
2011 · 
2012 · 
2013 ·
2014 ·
2015 ·
2016 ·
2017 ·
2018 ·
2019 ·
2020 ·
2021 ·
2022 ·
2023
Algerije ·
Angola ·
Argentinië ·
Bahrein ·
Benin ·
Botswana ·
Burkina Faso ·
Canada ·
Centraal-Afrikaanse Republiek ·
Comoren ·
Congo-Brazzaville ·
Congo-Kinshasa ·
Egypte ·
Equatoriaal-Guinea ·
Ethiopië ·
Gabon ·
Gambia ·
Ghana ·
Griekenland ·
Guinee ·
Indonesië ·
Irak ·
Iran ·
Ivoorkust ·
Jemen ·
Jordanië ·
Kaapverdië ·
Kameroen ·
Kazachstan ·
Kenia ·
Koeweit ·
Lesotho ·
Libanon ·
Liberia ·
Malawi ·
Maleisië ·
Mali ·
Malta ·
Marokko ·
Mauritanië ·
Mauritius ·
Mozambique ·
Myanmar ·
Namibië ·
Niger ·
Nigeria ·
Oeganda ·
Oekraïne ·
Oman ·
Palestina ·
Polen ·
Qatar ·
Rwanda ·
Sao Tomé en Principe ·
Saoedi-Arabië ·
Senegal ·
Seychellen ·
Soedan ·
Swaziland ·
Syrië ·
Tanzania ·
Thailand ·
Togo ·
Tsjaad ·
Tunesië ·
Turkije ·
Uruguay ·
Verenigde Arabische Emiraten ·
Wit-Rusland ·
Zambia ·
Zimbabwe ·
Zuid-Afrika ·
Zuid-Korea